# José Ignacio Novoa Behovide
José Ignacio Novoa Behovide, španski rokometaš, * 20. december 1955, Irun.
Leta 1980 je na poletnih olimpijskih igrah v Moskvi v sestavi španske rokometne reprezentance osvojil 5. mesto.
Udeležil se je tudi iger leta 1984 (8. mesto).